# マーガレット・シクセル
マーガレット・シクセル（Margaret Sixel）は、南アフリカ共和国生まれのオーストラリアの編集技師である。夫のジョージ・ミラーの映画『ベイブ/都会へ行く』（1998年）、『ハッピー フィート』（2006年）を手がけており、『マッドマックス 怒りのデス・ロード』（2015年）ではアカデミー賞編集賞を獲得した。

## キャリア
南アフリカ共和国で生まれ、オーストラリア映画・テレビ・ラジオ学校で映画編集を学んだ。1989年に彼女は映画編集のSpecialist Extension Certificateを取得した。
1984年にシクセルはオーストラリアのテレビミニシリーズ『The Last Bastion』（1984年）の編集アシスタントとして働き始め、そこで監督の1人で後のコラボレーターとなるジョージ・ミラーと出会った。その後の5年間で『The Great Gold Swindle』（1984年）、『Emoh Ruo』（1985年）、『The Blue Lightning』（1986年）、『A Case of Honour』（1989年）、『Romero』（1989年）の編集アシスタントや『ニコール・キッドマンの恋愛天国』（1991年）の会話編集を務めた。
1994年、オーストラリアの聖人メアリー・マッキロップに関するドキュメンタリー『Mary』（1994年）で編集技師を務めた。その3年後、ジョージ・ミラー監督によるテレビドキュメンタリー『40,000 Years of Dreaming』（1997年）の編集を務めた。2000年代初頭にはイギリス出身のオーストラリア人監督のレイチェル・ウォードの短編映画『The Blindman’s Bluff』（2000年）と『The Big House』 （2001年）を編集した。ジョージ・ミラーの監督のフィーチャー映画では『ベイブ/都会へ行く』（1998年）、『ハッピー フィート』（2006年）、『マッドマックス 怒りのデス・ロード』（2015年）の3作で編集技師を務めた。

### クリエイティブ面での貢献
シクセルは『ベイブ』（1995年）を含むキャリアの多くの作品で創造的な貢献をしており、ジョージ・ミラーは彼女が「（『ベイブ』の）初期カットが挿話的過ぎて物語の緊張を欠いていることを指摘し、また章の冒頭のつながりと歌うネズミを提案した」と明かした。彼女は『ベイブ』では「スペシャル・サンクス」、『ハッピー フィート2 踊るペンギンレスキュー隊』では「ストーリー構造」に対する「サンクス」とクレジットされた。

#### 『マッドマックス 怒りのデス・ロード』（2015年）
2012年、シクセルはジョージ・ミラーの監督下で『マッドマックス 怒りのデス・ロード』の編集を開始した。ミラーは編集技師に妻を選んだ理由を尋ねられると、彼はシクセルがこれまでアクション映画をカットした経験が無いことに気付き、「もしも普通の人が編集したならば、我々が他に目にしたことのあるアクション映画と同じに見えてしまうだろう」と回答した。
映画の大部分では激しいロードバトルが展開され、数十の車両スタントと数百の個別エキストラが登場するため、ロケーションチームは20台以上のカメラを使って撮影した。その結果、ロケーションの編集チームは毎日10から20時間分の映像をシドニーで処理せねばならず、シクセルとその編集チームは撮影と連携して作業に取り組んだ。主要撮影が終わるまでにシクセルには470時間以上の映像素材が届けられ、全体を見るだけで3ヶ月を要した。
2年間にわたってシクセルは1日約10時間、週6日、合計で6000時間以上に及ぶ編集作業を行い、最終的に120分の映画に仕上げた。ミラーの以前の作品『マッドマックス2』（1981年）が90分で1200カットであったのに対し、『怒りのデス・ロード』の完成版はその2倍以上となる2700カット以上に及んだ。
シクセルは『怒りのデス・ロード』により第88回アカデミー賞編集賞を獲得した。南アフリカ生まれの編集技師としては初のアカデミー賞受賞であった。他にも第21回クリティクス・チョイス・アワード編集賞、第66回アメリカ映画編集者協会賞長編映画編集賞（ドラマ部門）、第69回英国アカデミー賞編集賞も獲得した。

#### 編集チームとジェンダー的役割
女性編集技師としての自身の役割に関し、シクセルはその性別が編集プロセスには無関係であると述べた。インタビューで彼女は「編集室にいる多くの男と一緒に働いている。私たちはそれについては考えていない。私は映画の編集に夢中で、ジョージ（・ミラー）はそれをポジティヴに考えるのが好きだが、私はそれに関してあまり女性的な気分では無い」と述べた。また彼女は自身の編集チームのスタッフの25%が女性であることを指摘した。

## 私生活
1995年にジョージ・ミラーと結婚し、息子を2人もうけた。またミラーの前妻との娘がいる。

## 主なフィルモグラフィ
| 年   | 作品                                                 | 備考             |
| ---- | ---------------------------------------------------- | ---------------- |
| 1994 | Mary                                                 | ドキュメンタリー |
| 1997 | 40,000 Years of Dreaming                             | ドキュメンタリー |
| 1998 | ベイブ/都会へ行く Babe: Pig in the City              |                  |
| 2000 | Blindman's Bluff                                     | 短編映画         |
| 2001 | The Big House                                        | 短編映画         |
| 2006 | ハッピー フィート Happy Feet                         |                  |
| 2015 | マッドマックス 怒りのデス・ロード Mad Max: Fury Road |                  |
| 2024 | マッドマックス:フュリオサ Furiosa                    |                  |

## 受賞とノミネート
| 賞                               | 年   | 部門                         | 作品名                            | 結果 |
| -------------------------------- | ---- | ---------------------------- | --------------------------------- | ---- |
| アカデミー賞                     | 2015 | 編集賞                       | マッドマックス 怒りのデス・ロード | 受賞 |
| 英国アカデミー賞                 | 2015 | 編集賞                       | マッドマックス 怒りのデス・ロード | 受賞 |
| クリティクス・チョイス・アワード | 2015 | 編集賞                       | マッドマックス 怒りのデス・ロード | 受賞 |
| アメリカ映画編集者協会賞         | 2015 | 長編映画編集賞（ドラマ部門） | マッドマックス 怒りのデス・ロード | 受賞 |

## 関連文献
- Sixel, Margaret (15 February 2016). "'You Bite Off A Little Bit': 'Mad Max' Editor On How To Shape A Film". All Things Considered (Interview). Interviewed by Ari Shapiro [in 英語]. 2016年2月28日閲覧。